# Gorilă vestică
Gorila vestică (Gorilla gorilla) este o primată din Africa, una dintre cele două specii ale genului hominid Gorilla. Mare și robustă, cu masculi cântărind aproximativ 168 de kilograme, specia se găsește într-o regiune din Africa central-vestică, izolată geografic de gorila estică (Gorilla beringei). Părul speciei vestice este semnificativ mai deschis la culoare.
Gorila vestică este a doua primată vie ca mărime după gorila estică. Sunt recunoscute două subspecii: gorila vestică de câmpie (Gorilla gorilla gorilla gorilla) se găsește în cea mai mare parte a Africii de Vest, în timp ce gorila Cross River, numită și gorila vestică de râu (Gorilla gorilla diehli) este limitată la o zonă mai restrânsă din nord, la granița dintre Camerun și Nigeria. Ambele subspecii sunt clasificate ca fiind pe cale de dispariție.

## Taxonomie
O descriere oficială a speciei a fost furnizată de Thomas Savage în 1847, alăturând noua specie unei descrieri anterioare a cimpanzeului ca Troglodytes gorilla într-un grup de simieni estici pe care l-a denumit „orang”. Populația este recunoscută ca două subspecii:
| Imagine | Subspecie                                          | Populație | Distribuție |
| ------- | -------------------------------------------------- | --------- | --- |
|         | Gorilă vestică de câmpie (Gorilla gorilla gorilla) | 276,000   | Angola, Camerun, Republica Centrafricană, Republica Congo, Republica Democrată Congo, Guineea Ecuatorială și Gabon. |
|         | Gorilă Cross River (Gorilla gorilla diehli)        | 250-300   | Camerun, Nigeria.                                                                                                   |

## Descriere
Gorilele vestice sunt în general mai deschise la culoare decât gorilele estice. Gorilele de vest au părul negru, cenușiu sau gri-maroniu închis, cu o frunte maronie. Masculii măsoară în medie 167 cm, deși ajung la o înălțime de până la 176 cm, având o greutate medie de 168 kg, iar femelele între 58 și 72 kg. Gorilele vestice captive au o greutate medie de 157 kg la masculi, și de 80 kg la femele. Gorila Cross River diferă de gorila vestică de câmpie atât prin dimensiunile craniului, cât și ale dinților.